# ФК Мајорка
Реал клуб депортиво Мајорка (шп. Real Club Deportivo Mallorca), познат и као Реал Мајорка или само Мајорка, јесте шпански фудбалски клуб из Палма де Мајорке. Клуб је основан 15. марта 1916. и игра на стадиону Иберостар, капацитета 23.142 места.

## Успеси

#### Трофеји
- Куп Шпаније: 1
  - 2002/03.
- Суперкуп Шпаније: 1
  - 1998.
- Друга лига Шпаније: 2
  - 1959/60, 1964/65.

#### Финалисти
- Куп победника купова:
  - 1998/99.
- Куп Шпаније:
  - 1990/91, 1997/98, 2023/24.
- Суперкуп Шпаније:
  - 2003.

## Познати играчи
| - Карлос Роа - Габријел Амато - Оскар Мена - Ариел Ибагаза - Маурисио Пинеда - Лео Бјађини - Густаво Сивиеро - Герман Бургос - Лео Франко - Хуан Серизуела - Федерико Лусенхоф - Оскар Флорес - Гиљермо Переира - Хонас Гутијерез - Анатоли Пономарев - Фриц Холаус - Фелипе Мело - Самјуел Ето - Лорен - Харолд Лозано - Зоран Вулић | - Себастиен Ерера - Карл Флечер - Хосе Луис Рондо - Мика Липонен - Емануел Дуа - Ангелос Басинас - Лампрос Коутос - Жолт Лимпергер - Марк Јулијано - Кристијано Дони - Алесандро Потенца - Јошито Окубу - Ардијан Ђокај - Андрија Делибашић - Баду Заки - Мичел Обику - Арнолд Бругинк - Петар Курдов - Сандер Вестервелд - Гери Армстронг - Исидоро Сан Хосе | - Богдан Стелеа - Миодраг Кустудић - Милан Милијаш - Вељко Пауновић - Зоран Стојадиновић - Горан Милојевић - Влада Стошић - Горан Богдановић - Милан Ђурђевић - Александар Станојевић - Душан Петковић - Зоран Машић - Бошко Јанковић - Јован Станковић - Квинтон Фортун - Хесус Марија Переда - Алберт Лукуе - Алберт Ријера - Сантијаго Езкуеро - Енрике Ромеро - Мигел Анхел Надал | - Ернесто Валверде - Дијего Тристан - Луис Гарсија - Хуан Карлос Валерон - Иван Кампо - Данијел Гуиза - Висенте Енгога - Патрик Милер - Фатих Акјел - Валтер Пандиани - Фернандо Кореа - Мартин Лигвера - Марио Пини - Хектор Њуњез - Едуардо Белза - Петер Мендез - Хуан Аранго |